# George Ade
George Ade, född 9 februari 1866, död 16 maj 1944, var en amerikansk författare. George Ade var bäst känd för sina humoristiska berättelser om bondefolk som flyttar in i staden och på grund av detta upplever kulturkrock. Hans bok Fables in Slang sammanfattar det slag av vishet en bondepojke inbegriper i en stor stad.
Ade gick i skolan Purdue University och utexaminerades 1887. Han anställdes 1890 som reporter för Chicago Morning News (som senare blev Chicago Record). Han fick småningom en egen regelbunden kolumn att skriva i. Karaktärerna han introducerade i den vida berömda spalt blev föremål för en av hans tidiga verk. Kolumnen illustrerades av hans käre vän John T. McCutcheon, en skämttecknare som Ade kända sedan skolålder. Ade fick sitt stora erkännande då boken Fables in Slang utkom 1899 och blev ett nationellt bästsäljare. Fablerna innehöll små slangord och enkel vardagsspråk.
Ade fortsatte arbeta för Chicago Record ända till 1900. En operett, The Sultan of Sulu, som han skrev blev en veritabel rusning i New York 1902, följd av en rad framgångsrika komedier som The County Chairman (1903) och The College Widow (1904). Han blev erkänd som en av sin tids mest framgångsrika pjäsförfattare.
Ades framgång gjorde honom ekonomisk trygg och i början av 1900-talet etablerade han sig på en gods i Brook, Indiana som blev hans permanenta hem. Han förblev en livslång ungkarl och åtnjöt likafullt ett hjärtligt umgängesliv och lantgården blev en favorit träffpunkt för resande kändisar och politiker. Trots sina ekonomiska framgångar fortsatte Ade arbeta som författare och skrev många filmmanuskript. Under förbudstiden skrev han en av sin mest underhållande böcker, The Old Time Saloon (1931).